# Teuchophorus acuminatus
Teuchophorus acuminatus är en tvåvingeart som beskrevs av Patrick Grootaert 2006. Teuchophorus acuminatus ingår i släktet Teuchophorus och familjen styltflugor.
Artens utbredningsområde är Singapore. Inga underarter finns listade i Catalogue of Life.